# باول هاي
باول هاي (بالإنجليزية: Paul Hay)‏ (14 نوفمبر 1980 بغلاسكو في المملكة المتحدة - ) هو لاعب كرة قدم بريطاني في مركز الدفاع. لعب مع نادي كلايد ونادي ستيرلينغشير الشرقية ونادي ستيرلينغ ألبيون.

## وصلات خارجية
- باول هاي على موقع قاعدة بيانات كرة القدم.إي يو (الإنجليزية)
- باول هاي على موقع Soccerbase.com (لاعب) (الإنجليزية)